# Eric Andersen
Eric Andersen (ur. 1940 w Antwerpii) – jeden z pierwszych artystów grupy Fluxus. Mieszka i pracuje w Kopenhadze.
Działał jako jeden z prekursorów mail art (sztuka poczty). Jego prace często odczytuje się jako zalążki sztuki konceptualnej. W latach 70. XX wieku współpracował z duńską grupą artystów prowadzącą Galerie 38 i Kanal 2 w Kopenhadze, gdzie zapraszani byli również  polscy artyści konceptualni Jarosław Kozłowski i Jacek Tylicki.
Andersen był częstym gościem krajów byłego Bloku Wschodniego. Już w roku 1966 wraz z grupą Fluxus prowadził 3-dniowy performance w Pradze. W Polsce wystawiał w Galerii Akumulatory 2 w Poznaniu, w Galerii Potocka w Krakowie i w Galerii Awangarda we Wrocławiu.